# Bethany Benz
Bethany Benz (Ucrania; 1 de diciembre de 1986) es una actriz pornográfica y modelo erótica ucraniana nacionalizada estadounidense.

## Biografía
Bethany Benz nació en diciembre de 1986 en Ucrania, hija de un matrimonio de ascendencia ucraniana, rusa y senegalesa. A los 12 años de edad, se mudó con su familia a los Estados Unidos.
Bethany Benz comenzó su carrera como modelo de glamour, con el nombre de Caviar, en revistas como Jet Magazine, Motorsports Magazine o Rolling Out Magazine, y apareció en videoclips de artistas como Twista, Snoop Dogg o R. Kelly.
Entró en la industria pornográfica en 2010, a los 24 años. Como actriz, ha trabajado en películas de productoras como Evil Angel, Bang Bros, New Sensations, Elegant Angel, Jules Jordan Video, Kick Ass o Vivid, entre otras.
En septiembre de ese mismo año, Bethany Benz era la compañera de reparto del actor Prince Yahshua en una producción de West Coast Productions. Durante la grabación de una escena de sexo, Prince tuvo un accidente y se fracturó el pene.
En 2011 rodó su primera escena de sexo anal en la película Big Wet Black Tits 3.
En 2012 estuvo nominada en los Premios AVN a Mejor actriz revelación.
Algunos títulos de su filmografía son Anally Corrupted, Back Room MILF 11, Big Tit Jack Off, Church of Bootyism 2, Duke Fuckem, Hot and Mean 4, I Know That Girl 3, Tight Anal Sluts o U.S. Sluts 3.
Ha rodado más de 150 películas como actriz.

## Premios y nominaciones
| Año  | Ceremonia   | Resultado | Premio                  | Trabajo |
| ---- | ----------- | --------- | ----------------------- | ------- |
| 2012 | Premios AVN | Nominada  | Mejor actriz revelación | —       |